# Arzneimittelwechselwirkung
Arzneimittelwechselwirkungen (auch Arzneimittelinteraktionen) können bei gleichzeitiger Einnahme verschiedener Arzneimittel auftreten. Die erwünschte  pharmakologische Wirkung kann dadurch verstärkt, abgeschwächt oder aufgehoben werden. Zusätzlich können unerwünschte Arzneimittelwirkungen („Nebenwirkungen“) auftreten. Besonders hoch ist das Risiko bei Gebrauch vieler verschiedener Arzneimittel (Polypharmazie bzw. Multimedikation).

## Abgrenzung
Arzneimittelwechselwirkungen werden getrennt von chemischen oder physikalischen Inkompatibilitäten betrachtet, die auftreten können, wenn mehrere Medikamente gleichzeitig in derselben Injektionsspritze oder Infusionslösung vorhanden sind. Bei solchen Inkompatibilitäten kann es zu chemischen Reaktionen mit Ausfällungen, Verfärbungen und Bildung neuer Substanzen kommen.

## Mechanismen
Es gibt verschiedene mögliche Mechanismen, die zu Wechselwirkungen führen:
- Pharmakokinetische Interaktion: Ein Arzneimittel beeinflusst die Aufnahme (Resorption), Verteilung oder Elimination (Biotransformation oder Ausscheidung über die Nieren) eines anderen.
  - Der Wirkungseintritt erfolgt schneller oder langsamer.
  - Die Wirkung selber tritt verkürzt oder verlängert auf.

Eine pharmakokinetische Interaktion ist eine Wechselwirkung, die indirekt (über Induktion oder Inhibition am Cytochrom P450) oder direkt (intermolekular) die Bioverfügbarkeit der Medikamente beeinflusst.
- Pharmakodynamische Interaktion: Kombinierte Arzneimittel beeinflussen dasselbe Zielorgan oder denselben Regelkreislauf.
  - Die Wirkung ist verstärkt oder abgeschwächt. Dies erfolgt meistens pharmakodynamisch, kann aber auch kinetisch verursacht sein, wenn zum Beispiel ein Stoff dazu führt, dass ein zweiter in größerem Maß resorbiert wird. Bei Wirkungsverstärkungen kann noch zwischen additiver und überadditiver Verstärkung unterschieden werden.
  - Es ergeben sich gänzlich unerwartete Wirkungen.

Die Wahrscheinlichkeit für Interaktionen wächst mit der Zahl gleichzeitig eingenommener Medikamente und somit vor allem mit zunehmendem Alter betagter Patienten. Wird zum Beispiel ein blutdrucksenkendes Mittel in seiner Wirkung durch ein anderes Medikament verstärkt, so sinkt der Blutdruck stärker. Dies führt gerade bei Dauereinnahme dazu, dass die Dosis eines oder beider Medikamente reduziert werden muss. Führt die Wechselwirkung zwischen mehreren Medikamenten zu einer relevanten Schädigung des Körpers, beispielsweise zu Nieren- oder Leberschäden, dann muss dies zu einer Änderung der Medikation führen.
Wechselwirkungen sind auch bei komplementären Therapieverfahren nicht selten. So können Laxantien und Leinsamen die Resorption von oralen Therapeutika verringern und grüner Tee mit Bortezomib chemisch interagieren.
Klassische Arzneimittelinteraktionen sind Wechselwirkungen (Interaktionen) von Arzneimitteln, die durch hemmende (inhibitorische) oder aktivierende (induktive) Effekte auf das Enzym Cytochrom P450 zu toxischen Wirkungen oder zu einer Verminderung des therapeutischen Effekts führen können. Insbesondere Interaktionen (Enzym-Effekte) über Cytochrom P450 3A4 sind häufig. Bei den Zielstrukturen der modernen „small molecules“ in den Signalkaskaden gibt es eine Vielzahl von möglichen Interaktionen, deren Relevanz noch gar nicht klar ist. Bekannt ist unter anderem die Bedeutung der Inhibition des Enzyms Cytochrom P450 2D6 bei der Tamoxifenbehandlung. Nicht nur Serotonin-Wiederaufnahmehemmer (bestimmte, zur Behandlung von Depressionen eingesetzte Substanzen) können die Wirkung dieser adjuvanten Brustkrebstherapie stark beeinträchtigen.
Zu den induktiv auf Cytochrom P450 wirkenden Arzneimittel gehören beispielsweise die Antibiotika Griseofulvin und Rifampicin, das Antiepileptikum Carbamazepin, das Antirheumatikum Phenylbutazon, das Psychopharmakon Hypericum, der Protonenpumpenhemmer Omeprazol und das Hypnotikum Phenobarbital.

## Interaktionen zwischen Lebensmitteln und Arzneimitteln
Neben Medikamenten können auch Nahrungs- und Genussmittel mit Arzneimitteln interagieren. Das Standardbeispiel ist die gegenseitige Wirkungsverstärkung von Alkohol und Beruhigungsmitteln. Alkohol, Nikotin und Koffein sind als pharmakologisch wirksame Substanzen im Zusammenhang mit eingenommenen Medikamenten zu werten. Rauchen führt zum beschleunigten Abbau vieler Arzneistoffe und damit zu kürzerer Wirkung, schwarzer Tee verringert die Aufnahme vieler Wirkstoffe in den Körper. Bei Einnahme von Monoaminooxidase-Hemmern werden Tyramin-haltige Lebensmittel vermieden.
Nicht nur Johanniskraut, Ingwer, Ginkgo, Knoblauch oder Lakritze sind Induktoren eines Cytochrom P450s Enzyms, während Grapefruitsaft, Baldrian, Gelbwurzel, Sternfrucht oder Ginseng das Enzym hemmen. Der Verzehr von Nahrungsmitteln der ersten Gruppe vermindert die Aufnahme und Wirksamkeit vieler Arzneimittel, kann aber bei fettlöslichen Wirkstoffen die Aufnahme verbessern. Der Verzehr von Nahrungsmitteln der zweiten Gruppe hemmt den Abbau vieler Arzneistoffe und führt damit zu verlängerter Wirkung.

## Interaktionsprüfung
Das Auffinden potentieller Wechselwirkungen wird durch die Packungsbeilage der Arzneimittel, der darin enthaltenen Merkmalszusammenfassung, mit Hilfe der dazugehörigen Fachinformationen, über Arzneimittelverzeichnisse wie die Rote Liste oder durch spezielle Datenbanken, die heutzutage als sogenannte Arzneimittelinformationssysteme in moderne Klinik- und Patientenverwaltungssoftware eingebaut sind, ermöglicht. Der Arzt kann so direkt bei Benutzung sogenannter elektronischer Akten und automatisiertem Erstellen eines Verordnungs- oder Medikamentenplanes, was durch das Gesetz für sichere digitale Kommunikation und Anwendungen im Gesundheitswesen sowie zur Änderung weiterer Gesetze vom 21. Dezember 2015 (BGBl. I S. 2408) eingeführt ist, einen kompletten Überblick über alle in der Datenbank vermerkten Interaktionen der gewählten Medikamente verschaffen. Kritisch wird die Frage nach nichtverschreibungspflichtigen Medikamenten wie z. B. Johanniskrautpräparaten gesehen, die z. T. erhebliche Interaktionen mit anderen Präparaten und Medikamenten hervorrufen können. Dies wird in diesen Informationssystemen nicht immer abgebildet.
In einer Stellungnahme der DIHK vom 1. Oktober 2015 zu diesem neuen Gesetzesentwurf heißt es: "Zudem sollten im Verordnungswege Pflichtinformationen des Medikationsplans für den Patienten definiert werden, u. a. Wirkstoffe, Interaktion (Wechselwirkungen) mit anderen Medikamenten, Lagerungsanweisungen, eingeschränktes Reaktionsvermögen, Einnahmeempfehlungen etc." Dies lässt auch die Frage offen, ob diese Informationen nur für den Arzt bestimmt sind oder im Zuge der Transparenz und der Relevanz für den Patienten selbst diesem als Teil des Medikamentenplanes auch ausgehändigt werden müssen.
Viele Apotheken bieten die Überprüfung von Wechselwirkungen an. In Deutschland werden unerwünschte Arzneimittel- oder Wechselwirkungen seit Ausrufen des Aktionsplanes für Arzneimitteltherapiesicherheit durch das Bundesministerium für Gesundheit aufgeführt. Teilweise werden Wechselwirkungen auch im Laufe von Phase-IV-Studien erfasst.
Datenbanken für Arzneimittelwechselwirkungen sind z. B. National Library of Medicine DailyMed, das Japan Pharmaceutical Information Center (JAPIC), die DrugBank, die KEGG DRUG database, die BindingDB, die PharmGKB, die SIDER database und die WOMBAT (World of Molecular Bioactivity) database. Die ABDA – Bundesvereinigung Deutscher Apothekerverbände unterhält in ihrem Tochterunternehmen Avoxa die ABDA-Datenbanken, auf die sich auch das DIMDI stützt. PSIAC ist eine Datenbank für Arzneimittelwechselwirkungen.

## Gesellschaftliche Bedeutung
Zu den arzneimittelbezogenen Problemen in Deutschland, von denen unerwünschte Wechselwirkungen einen Teil darstellen, wurde folgende Modellrechnung aufgestellt: Anzahl der Rezepte pro Jahr: 470 Mio., davon 2 % mit Arzneimittel-Problemen: 9,4 Mio., davon 30 % potenziell gesundheitsgefährdend: 2,82 Mio., davon 30 % mit Krankenhausaufenthalt: 0,846 Mio., davon 30 % durch Arzneimitteldokumentation vermeidbar: 253.800, je Fall 7 Tage Krankenhausaufenthalt: 1,78 Mio. Tage, 291 Euro Kosten pro Tag: Mithin 518 Mio. Euro Kosten, die vermeidbar gewesen wären. Bis zu 7 % der Krankenhausaufenthalte erfolgen aufgrund von Arzneimittelwechselwirkungen.